# Лудвиг Александер фон Зайн-Витгенщайн
Лудвиг Александер фон Зайн-Витгенщайн (на немски: Ludwig Alexander von Sayn-Wittgenstein; * 26 декември 1694; † 22 май 1768) е граф на Зайн-Витгенщайн-Зайн, генерал-майор на Вюртемберг, генерал-фелдмаршал на Швабия.

## Произход
Той е третият син на граф Карл Лудвиг Албрехт фон Зайн-Витгенщайн-Ноймаген (1658 – 1724) и втората му съпруга Шарлота фон Зайн-Витгенщайн-Хоенщайн (1661 – 1725), дъщеря на граф Густав фон Зайн-Витгенщайн-Хоенщайн (1633 – 1700) и Анна Хелена де Ла Плац (1634 – 1705). Брат е на генерал-майор Карл Вилхелм Густав фон Зайн (1691 – 1754), Йохан Фридрих (1693 – 1709), граф Фридрих Карл фон Зайн-Витгенщайн-Зайн (1703 – 1786), и Лудвиг Александър Ернст фон Зайн (1706 – 1758), фелдмаршал на Вюртемберг.

## Фамилия
Лудвиг Александер фон Зайн-Витгенщайн се жени на 1 януари 1724 г. за Фридерика Вилхелмина фон Вендесен (* 25 октомври 1700, Цайц; † 1780), дъщеря на Фридрих Христиан фон Вендесен и Анна Дебора (Долорес) фон Вицлебен (* ок. 1675). Те имат осем деца:
- Фридерика Луиза Вилхелмина (* 30 март 1726; † 18 януари 1765), омъжена на 18 март 1746 г. за Хайнрих Ернст Август фон Зайн-Витгенщайн-Хоенщайн-Хомбург (1715 – 1792), син на граф Август фон Зайн-Витгенщайн-Хоенщайн
- Луиза Вилхелмина Фридерика (* 30 ноември 1726)
- Лудвиг Карл Александер (* 20 април 1728)
- Хайнрих Август Вилхелм (* 26 януари 1730)
- Александер Август (* 26 декември 1733)
- Александер (* 17 декември 1734; † 4 май 1772), генерал-майор на Вюртемберг
- Шарлота Амалия София Августа (* 10 юли 1741; † 4 януари 1803), омъжена на 23 юни 1762 г. за княз Кристиан Лудвиг фон Вид-Рункел (1732 – 1791), син на граф Йохан Лудвиг Адолф фон Вид-Рункел (1705 – 1762)
- Карл Албрехт Лудвиг (* 17 март 1743; † 1770)